# Hope Jahren
Anne Hope Jahren (nascida em 27 de setembro de 1969) é uma geoquímica e geobióloga na Universidade de Oslo, conhecida por seu trabalho utilizando análise de isótopos estáveis para analisar os fósseis, florestas datando do Eoceno. Ela ganhou muitos prêmios de prestígio no campo, incluindo a  medalha James B. Macelwane da União Americana de Geofísica.
Seu livro "Lab Girl" (2016) tem sido aclamado como "um livro de memórias pessoais e um hino para o mundo natural", fusão literária de memórias e textos científicos, e "um modo convincente da terra narrativa."

## Suporte para consciência científica
Jahren é uma defensora para a sensibilização do público para a ciência e trabalha para levantar o estereótipo que cercam as mulheres e meninas na ciência. Um exemplo incluído o reaproveitamento do Twitter a hashtag #ManicureMondays. "Seventeen magazine" originalmente veio com a hashtag, mas com foco, principalmente, no cuidado e na pintura das unhas. Posteriormente, Jahren incentivou os colegas cientistas, especificamente meninas, twittar fotos de suas mãos a condução de experimentos científicos. A ideia por trás disso era sensibilizar para a investigação científica e para aumentar o perfil de mulheres que trabalham na ciência.
Jahren tem também escrito de modo convincente sobre o assédio sexual de mulheres na ciência. Ela recomenda que as pessoas criem forte limites profissionais, e que elas cuidadosamente documentem em que ocorre, começando com a primeira ocasião de assédio.